# Helle Ryslinge
Helle Ryslinge (født 10. januar 1944) er dansk skuespiller, filminstruktør og manuskriptforfatter.

## Karriere
Helle Ryslinge sprang fra en læreruddannelse for at indgå i forskellige sammenhænge inden for alternative teater i 1970'erne, blandt andet i Comedievognen. Hun blev efterhånden en central figur i dette miljø sammen med Anne Marie Helger i Dameattraktioner.
Hun fik også enkelte filmroller, specielt i en række film af Jytte Rex. I 1983 blev Dameattraktioner til en film af Christian Braad Thomsen med titlen Koks i kulissen. Helle Ryslinge debuterede som instruktør med den satiriske Flamberede hjerter, der blev en pæn kommerciel succes.
Hun modtog Håbets Pris i 2002.

## Udvalgte film (som skuespiller)
- Pigen og drømmeslottet (1974)
- Prins Piwi (1974)
- Veronicas svededug (1977)
- Achilleshælen er mit våben (1979)
- Kniven i hjertet (1981)
- Belladonna (1981)
- Koks i kulissen (1983)
- Negerkys og labre larver (1987)
- Lykken er en underlig fisk (1989)
- Retfærdighedens rytter (1989)
- Springflod (1990
- Møv og Funder (1991)
- De frigjorte (1993)
- Carlo og Ester (1994)
- Den blå munk (1998)
- Fru Eilersen og Mehmet (2006)

## Instruktion af film
- Flamberede hjerter (1986)
- Sirup (1990)
- Carlo og Ester (1994)
- Ølaben (1996)
- Halalabad Blues (2002)
- Larger than life (2003)

Desuden har hun været manuskriptforfatter (alene eller med andre) på de fleste af sine egne film samt Koks i kulissen.